# Große Herzmuschel
Die Große Herzmuschel (Acanthocardia aculeata) ist eine Muschelart aus der Ordnung der Cardiida. Sie wird unterschiedlich auch als Langstachlige Herzmuschel oder selten auch als Stachlige Herzmuschel bezeichnet. Der letztere Name wird jedoch hauptsächlich für die nahe verwandte Art Acanthocardia echinata verwendet.

## Merkmale
Das gleichklappige Gehäuse der Großen Herzmuschel ist 4 bis 10 Zentimeter lang. Die Oberfläche ist mit 20 bis 22 Rippen ornamentiert, die mit scharfen Stacheln besetzt sind. Die Stacheln sind am hinteren Ende deutlich größer und schlanker als am vorderen Ende, wo sie kurz und stumpfer sind. Die Schale ist für eine Herzmuschel relativ dünn. Die Farbe ist meist hellbraun bis ockerbraun; auch Albinoformen kommen vor. Das Schloss weist in der rechten Klappe neben zwei Kardinalzähnen zwei vordere Seitenzähne und einen hinteren Seitenzahn auf. In der linken Klappe sind die zwei Kardinalzähne unterschiedlich groß. Das Gehäuse klafft am hinteren Ende geringfügig. Der vordere und hintere Schließmuskel sind annähernd gleich groß (isomyar). Die Siphonen sind relativ kurz und die Mantellinie ist ganzrandig (integripalliat).
Rechte und linke Klappe des gleichen Tieres:

Rechte Klappe
Linke Klappe

## Verbreitung, Lebensweise und Vorkommen
Das Verbreitungsgebiet der Großen Herzmuschel erstreckt sich von Südnorwegen bis Marokko. Sie dringt auch in das Mittelmeer vor und hat dort ihr Verbreitungsmaximum. Die Art kommt von der Gezeitenzone bis zum Kontinentalschelf in über 100 m Tiefe vor. Sie lebt eingegraben in feindsandigen bis schlickigen Böden in der Nähe von Seegraswiesen.

## Kommerzielle Bedeutung
Die Große Herzmuschel wird vor allem im Mittelmeer gefischt und gegessen. Die Klappen dienen auch zur Herstellung von Schmuckgegenständen.

## Taxonomie
Das Taxon wurde bereits von Carl von Linné beschrieben. Es wird heute zur Gattung Acanthocardia J. E. Gray, 1853 gestellt.

## Belege

### Online
- Marine Bivalve Shells of the British Isles: Acanthocardia aculeata (Linnaeus, 1758) (Website des National Museum Wales, Department of Natural Sciences, Cardiff)